# Ян Труель
Ян Густаф Труель (швед. Jan Gustaf Troell; нар. 23 липня 1931, Лімхамн) — один з найтитулованіших шведських кінорежисерів, номінант на премію «Оскар» і «Незалежний дух», призер десятків міжнародних кінофестивалів і лауреат численних престижних кінопремій, включаючи «Срібний ведмідь» 42-го Берлінале за режисерську роботу стрічки «Капітан».
Слава на батьківщині прийшла до Труеля з виходом дебютної драматичної картини «Ось твоє життя», а в усьому світі про молодого режисера дізналися після прем'єри високобюджетного фільму «Емігранти», який відзначили двома «Золотими глобусами» і висувався на п'ять «Оскарів». До кінця 1960-х років Труель став одним з двох лідерів шведського нового руху (другим був Бу Відербергом, який був учителем і близьким другом Труеля).
Режисерський стиль Яна Труеля відрізняється поетичною образністю створених ним персонажів, енергійним широким планом вступних кадрів і виразним демонструванням думок і почуттів героїв. Фільми, створені режисером, широко поширилися в усьому світі, багато з них стали класикою в Скандинавії.
Найбільш відомий по створенню дилогії про шведських емігрантів, в кожній частині якої незмінно грали Макс фон Сюдов і Лів Ульман: «Емігранти» і «Поселенці».

## Біографія
Ян Труель народився 23 липня 1931 року в південному районі муніципалітету Мальме Лімхамн. Батьком майбутнього режисера був стоматолог Густаф Труель. Хлопчику було вісім років, коли почалася Друга світова війна. Він разом з батьками і двома братами проживав на південному березі Швеції, навпроти Копенгагена. Труель згадував: «У нас був досвід з гарматами, що стріляють посеред ночі, в той момент, коли англійські бомбардувальники летіли з Копенгагена в Мальме. Мої батьки, очевидно, підтримували і шведів, і англійців». В середині 1950-х років Труель влаштувався на роботу в місцеву школу і тоді ж придбав 8 -мм камеру, на яку зняв свій перший короткометражний фільм «Брехня, або важкі зітхання на млині». Незабаром шведське телебачення викупило у Труель права на показ картини.
Протягом багатьох років Труель працював оператором на знімальних майданчиках проєктів свого наставника і близького друга Бу Відерберга, але вже в 1966 році дебютував як режисер, знявши драму «Ось твоє життя», Сценарій якої був оснований на автобіографії іменитого шведського письменника Ейвінда Юнсона. У Швеції фільм мав величезну популярність і саме завдяки їй Труеля примітив драматург Вільгельм Муберг, який якраз розшукував режисера для екранізації свого циклу романів «Емігранти».
У 1968 році Труель створив стрічку «Ене, бене, рес», яка виграла головний приз 18-го Берлінського кінофестивалю. Уже через два роки він розпочав знімання головного проєкт в своєму житті — «Емігранти» (за однойменною збіркою романів Вільгельма Муберга) з Максом фон Сюдовим і Лів Ульман в головних ролях. Сам Муберг всіляко консультував Труеля на знімальному майданчику і, урешті-решт, фільмом залишився задоволений. Знімання картини проходило в самій Швеції і в США. За режисуру і написання сценарію до «Емігрантів» Труель був номінований на премію «Оскар».
Через рік режисер зняв сиквел «Емігрантів» — «Поселенці» з тими ж Сюдовим і Ульман, який не мав, однак, успіху свого попередника. 1992 року, на 42-му Берлінському кінофестивалі, Труель був відзначений «Срібним ведмедем» за кращу режисерську роботу фільму «Капітан». З подальших проєктів Труеля виділяються байопік «Гамсун», де роль самого письменника грав талісман Труеля Макс фон Сюдов, і артхаусний хіт «Незабутні моменти», номінований на «Золотий глобус».
Живе й активно працює в невеликому населеному пункті Смюгехамн. Одружений із письменницею і сценаристкою Агнета Ультсётер-Труель, є дочка Йоханна. Неодноразово заявляв, що йти на пенсію не збирається. У грудні 2012 року відбувся вихід його нового фільму — біографічної драми «Суд над покійником»
Режисер традиційно хотів взяти на головну роль Макса фон Сюдова, однак вважає, що актор вже занадто старий для ролі харизматичного журналіста Торгні Сегерстедта.